# Mikael Franzén
Karl-Henrik Mikael Franzén, född 27 november 1971 i Linköping, är en svensk handbollstränare och före detta handbollsspelare.

## Spelarkarriär
Mikael Franzén började sin karriär i HK Aranäs. 1994 flyttade han till Redbergslids IK där han spelade nio raka SM-finaler och vann sju guld (1995, 1996, 1997, 1998, 2000, 2001 och 2003). 2003 avslutade han sin karriär genom att, med Redbergslids IK, spela final i Cupvinnarcupen och vinna SM-guld.

## Tränarkarriär
Mikael Franzén förde som huvudtränare, tillsammans med Jerry Hallbäck, HK Aranäs herrlag från division 2 via division 1 till spel i Allsvenskan 2008/2009. Efter två säsonger i Allsvenskan kvalificerade sig laget till spel i Elitserien 2010/2011.
I december 2009 stod det klart att Mikael Franzén skulle leda IK Sävehof från och med säsongen 2010/2011 som huvudtränare och därmed efterträda Rustan Lundbäck. Under Mikael Franzéns två år som tränare tog Sävehof två SM-guld (2011 och 2012) samt avancerade till åttondelsfinal i Champions League mot AG Köpenhamn.

## Släktskap
Tvillingarna, tillika forna handbollsspelarna, Mathias Franzén och Anders Franzén är Mikaels yngre syskon. De tre bröderna spelade under en period samtidigt i Redbergslids IK.